# The Spy Who Dumped Me
The Spy Who Dumped Me (titulada: El espía que me plantó en España y Mi ex es un espía en Hispanoamérica) es una película estadounidense de acción y comedia dirigida por Susanna Fogel y coescrita por Fogel y David Iserson. La película es protagonizada por Mila Kunis, Kate McKinnon, Justin Theroux, y Sam Heughan. La película fue estrenada en Estados Unidos el 3 de agosto de 2018, por Lionsgate.

## Sinopsis
Audrey y Morgan son dos amigas que se ven involucradas en una conspiración internacional cuando una de ellas descubre que su exnovio era en realidad un espía.

## Reparto
- Mila Kunis como Audrey.
- Kate McKinnon como Morgan.
- Sam Heughan como Sebastian Henshaw.
- Justin Theroux como Drew Thayer.
- Gillian Anderson como Wendy.
- Hasan Minhaj como Duffer.
- Ivanna Sakhno como Nadedja.
- Fred Melamed como Roger.
- Kev Adams como Bitteauto Driver Lukas.
- Olafur Darri Olafsson como Finnish Backpacker.
- Jane Curtin como Carol.
- Paul Reiser como Arnie.

## Producción
La fotografía principal comenzó en Budapest, Hungría en julio de 2017. También tomó lugar en Ámsterdam en septiembre, concluyendo ese mismo mes.

## Estreno
The Spy Who Dumped Me tuvo su premier en Regency Village Theater en Los Ángeles el 25 de julio de 2018. Originalmente sería estrenada el 6 de julio de 2018, pero fue pospuesta para el 3 de agosto de 2018.

## Recepción
The Spy Who Dumped Me ha recibido reseñas generalmente mixtas de parte de la crítica y de la audiencia. En Rotten Tomatoes, la película posee una aprobación de 49%, basada en 208 reseñas, con una calificación de 5.3/10, mientras que de parte de la audiencia tiene una aprobación de 56%, basada en más de 2500 votos, con una calificación de 3.4/5.
Metacritic le ha dado a la película una puntuación de 52 de 100, basada en 43 reseñas, indicando "reseñas mixtas". Las audiencias de CinemaScore le dieron una "B" en una escala de A+ a F, mientras que en el sitio IMDb los usuarios le han dado una calificación de 6.0/10, sobre la base de 78 416 votos. En FilmAffinity tiene una calificación de 4.6/10, basada en 2724 votos.